# U-92号潜艇 (1917年)
陛下之92号潜艇是德意志帝国海军建造的一艘中型潜艇或称U艇。它由但泽的帝国船厂承建，于1917年5月12日下水，至同年10月22日交付使用。U-92号是在第一次世界大战期间服役的329艘德国潜艇之一，曾参加过大西洋潜艇战。在其五次巡逻中，共击沉5艘协约国或中立国商船，容积总吨合计为15961吨。1918年9月9日，U-92号在费尔岛附近失踪。据推测，它可能是撞上了英国人布设的水雷而沉没，艇内42名官兵全数阵亡。 

## 设计
第一次世界大战爆发后，为了满足潜艇破交战的作战需求，德意志帝国海军潜艇局（U-Boot-Inspektion）在U-43号（战时动员型）的基础上，研发出了一种技术上更为成熟的中型双壳体远洋潜艇。其排水量适中、性能均衡，非常适合北海和英国周边海域的作战环境。海军为此共计批出34艘订单，战术编号使用U-81至U-114号。实战证明，这一系列的潜艇具有出色的航海能力和稳定的耐用性，它们的许多布置也对后世IX級潛艇和国外一些潜艇的设计产生了影响。
U-92号是由但泽帝国船厂承建的U-87至U-92号批次的最后一艘艇。与基尔生产的批次（U-81至U-86号）相比，其排水量、尺寸、吃水和航速均有所缩减，但在续航里程、鱼雷载弹量和船员编制等方面则略为提高。该艇的水上和水下排水量分别为757吨和998吨。其全长65.80米；舷宽6.20米，当中的耐压壳体宽为4.18米；有3.88米的吃水深度。艇只搭载有可在水上使用的两台猛狮六缸四冲程柴油发动机，总功率为2,400匹公制馬力（1,765千瓦特）；以及可在水下使用的西门子-舒克特双电动发电机，总功率为1,200匹公制馬力（883千瓦特）。这些发动机用以驱动双轴、每根轴各一个的直径1.66米长螺旋桨。它的潜航深度为50米。
U-92号在水上的最高速度达15.6節（28.9每小時），在水下的最高航速则为8.6節（15.9每小時）。它可以8節（15每小時）的速度在水上巡航11,380海里（21,080），或以5節（9.3每小時）的速度在水下巡航56海里（104）。该艇装备了四具直径为500毫米的鱼雷发射管，其中艏、艉各两具，并可携带16枚鱼雷；作为辅助武器的甲板炮则是一门105毫米45倍径速射炮。其标准船员编制为4名军官及32名水兵。

## 历史
U-92号是由德意志帝国海军作为F项战时订单（Kriegsauftrag F）的一部分，于1915年6月23日向但泽的帝国船厂订购，建造编号为36。艇只于1917年5月12日下水，至同年10月22日在首任艇长、海军上尉马克斯·比勒的指挥下正式交付使用。继比勒之后，京特·埃尔利希上尉（1918年6月1日－9月9日）也曾担任过U-92号指挥官。在但泽完成海试后，U-92号先是于1917年11月2日加入基尔海军学校，自1917年12月下旬起又发往北海，被编入驻威廉港的第三潜艇区舰队服役，并一直隶属于该部队直至失踪。
第一次世界大战期间，U-92号在北大西洋东部执行过五次巡逻，最远曾抵达直布罗陀海峡；共击沉5艘（15961总吨）、击伤2艘（7373总吨）协约国或中立国商船。其首次巡逻是在1918年1月1日启动，经由黑尔戈兰湾和苏格兰周边进入比斯开湾北部，并在没有取得任何战功的情况下，于1月30日返回威廉港。第二次巡逻则始于2月24日，它被派往爱尔兰西南部，且由于北海的大量雷区而需绕道威廉皇帝运河和波罗的海前往。又一次，U-92号此行未能取得任何战功，但它曾在斯卡恩附近协助由辅助巡洋舰狼号俘获但搁浅的西班牙货轮伊戈茨·门迪号（Igotz Mendi）脱困。此外，它还在斯威利湖发射鱼雷击中了容积总吨为7034吨的英国油轮不列颠公主号（British Princess），导致1人罹难，但该船仍能逃脱并顺利抵港。U-92号于3月23日返回基尔。
经过改装后，U-92号于4月24日开始第三次巡逻。它再度经由黑尔戈兰岛、威廉皇帝运河、波罗的海、丹麦、苏格兰和费尔岛被派往爱尔兰西南部。在这次漫长的巡逻中，它仍然无功而返，并被敌方的反潜部队袭击了三次（和被巡逻的水上飞机袭击一次），至5月下旬返回威廉港。随后，效率低下的艇长比勒上尉被调职。在新任艇长埃尔利希上尉的指挥下，U-92号重返爱尔兰展开第四次巡逻，并于6月29日启航。翌日，它便在多格滩以南遭到了英国潜艇E42号的两枚鱼雷袭击，但均未命中。八天后，即7月9日，U-92号对一支护航船队发动袭击，并击沉了两艘武装轮船，其中2814总吨的罗蒙德山号（Ben Lomond）号在当特斯岩东南约30海里（56）处沉没，3550总吨的战神号（Mars）号在主教岩西偏北约74海里（137）处沉没。7月10日，U-92号用甲板炮向339总吨的武装纵帆船查尔斯·特里奥特号（Charles Theriault）开火，造成损坏；后者只得被拖曳回港。翌日，它又击沉了5590总吨的美国海军辅助舰韦斯托弗号，取得役期生涯中的最大战果。韦斯托弗号是在从纽约前往圣纳泽尔的途中遇袭，共有11人在此过程中丧生。7月13日，载重3058总吨的西班牙轮船拉蒙·德·拉里纳加号（Ramon de Larrinaga）也被U-92号发射的两枚鱼雷击沉。到7月22日巡逻结束时，它已经累计袭击了逾22000总吨的船舶。
1915年9月4日，U-92号经由卡特加特海峡出航，展开本应前往爱尔兰海的第五次巡逻。五天后，即9月9日，U-92号在费尔岛航道前最后一次报告方位，其后连同艇内42名官兵全数失踪。潜艇的残骸直至2006年才被英國海事與海岸警衛署的船舶盎格鲁君主号（Anglian Sovereign）所发现，并于2007年由潜水员识别出身份。残骸大致位于奥克尼群岛东侧的59°0′N 1°30′W / 59.000°N 1.500°W处。由此可以推断，U-92号当时极可能是在北海水雷阵的B区触雷沉没。

## 袭击历史摘要
| 日期          | 船名               | 船籍     | 吨位 （容积总吨） | 结局 |
| ------------- | ------------------ | -------- | ----------------- | ---- |
| 1918年3月4日  | 不列颠公主号       | 英国     | 7034              | 击伤 |
| 1918年7月8日  | 罗蒙德山号         | 英国     | 2814              | 击沉 |
| 1918年7月8日  | 战神号             | 英国     | 3550              | 击沉 |
| 1918年7月10日 | 查尔斯·特里奥特号  | 加拿大   | 339               | 击伤 |
| 1918年7月11日 | 韦斯托弗号         | 美國海軍 | 5769              | 击沉 |
| 1918年7月13日 | 拉蒙·德·拉里纳加号 | 西班牙   | 3058              | 击沉 |
| 1918年7月16日 | 万洛克号           | 瑞典     | 770               | 击沉 |

## 脚注
1. 1 2  Helgason, Guðmundur. . German and Austrian U-boats of World War I - Kaiserliche Marine - Uboat.net.   [2021-11-26].
2. ↑  Gröner 1991，第12-14頁.
3. 1 2  Helgason, Guðmundur. . German and Austrian U-boats of World War I - Kaiserliche Marine - Uboat.net.   [2015-01-21].
4. 1 2  Helgason, Guðmundur. . German and Austrian U-boats of World War I - Kaiserliche Marine - Uboat.net.   [2015-01-21].
5. ↑  陈进，第71頁.
6. ↑  Herzog，第50頁.
7. ↑  Helgason, Guðmundur. . German and Austrian U-boats of World War I - Kaiserliche Marine - Uboat.net.   [2015-01-21].
8. ↑  Herzog，第48頁.
9. 1 2  Gröner 1991，第12–14頁.
10. 1 2 3 4 5 6 7  Koerver 2009.
11. ↑  Herzog，第139頁.
12. ↑  Herzog，第123頁.
13. ↑  Herzog，第68頁.
14. ↑  Spindler，第310頁.
15. ↑  Spindler，第36-37頁.
16. ↑  Helgason, Guðmundur. . German and Austrian U-boats of World War I - Kaiserliche Marine - Uboat.net.   [2021-11-26].
17. ↑  Koerver 2008.
18. ↑  Spindler，第310-311頁.
19. ↑  Helgason, Guðmundur. . German and Austrian U-boats of World War I - Kaiserliche Marine - Uboat.net.   [2021-11-26].
20. ↑  Helgason, Guðmundur. . German and Austrian U-boats of World War I - Kaiserliche Marine - Uboat.net.   [2021-11-26].
21. ↑  Helgason, Guðmundur. . German and Austrian U-boats of World War I - Kaiserliche Marine - Uboat.net.   [2021-11-26].
22. ↑  Helgason, Guðmundur. . German and Austrian U-boats of World War I - Kaiserliche Marine - Uboat.net.   [2021-11-26].
23. ↑  Helgason, Guðmundur. . German and Austrian U-boats of World War I - Kaiserliche Marine - Uboat.net.   [2021-11-26].
24. ↑  Kemp，第56頁.
25. ↑  . Culture24. 2006-11-17  [2021-11-26]. （原始内容存档于2021-11-26）.
26. ↑  . Scapa Flow Charters. 2007-06-15  [2021-11-26]. （原始内容存档于2021-06-12）.
27. ↑  Herzog，第91頁.
28. ↑  . Lost in Waters Deep.   [2021-11-26]. （原始内容存档于2021-11-26）.
29. ↑  Helgason, Guðmundur. . German and Austrian U-boats of World War I - Kaiserliche Marine - Uboat.net.   [2015-01-21].